# Nationaal park Elk Island
Het nationaal park Elk Island (Engels: Elk Island National Park) is een nationaal park in Canada gelegen nabij Edmonton in Alberta. Het is een van de kleinere nationale parken van Canada, en staat bekend om de bizons en elanden die je er kunt aantreffen.